# Arnulf Meinhold
Arnulf Meinhold (* 25. Oktober 1899 in Reichenbach; † 31. Dezember 1943 in Stettin) war ein deutscher Schrittmacher.
1931 übernahm Arnulf Meinhold von seinem Vater, dem bekannten Schrittmacher Emil Meinhold (u. a. von Piet Dickentman), dessen Maschine und Material. 1936 wurde Meinhold Schrittmacher des Bochumer Stehers Walter Lohmann; die beiden gewannen gemeinsam zahlreiche Rennen. 1937 wurde Lohmann hinter Meinholds Führung Weltmeister in Ordrup bei Kopenhagen.
Im Jahr darauf gewann das Duo die Deutsche Meisterschaft und belegte bei den Weltmeisterschaften den zweiten Platz hinter Erich Metze. 1940 führte Meinhold den Olympiasieger von 1936, Toni Merkens, zur Deutschen Meisterschaft. 1943 wurde er gemeinsam mit Lohmann erneut Deutscher Meister.
Am Silvestertag 1943 kam Arnulf Meinhold bei einem Eisenbahnunglück in Stettin ums Leben. Er war inzwischen zur Wehrmacht eingezogen worden und auf der Reise von seinem Truppenteil nach Dortmund, wo er am 2. Januar an einem Rennen teilnehmen sollte.